# 오즈월드 체임버스
오즈월드 체임버스(영어: Oswald Chambers, 1874년 7월 24일 ~ 1917년 11월 15일)는 20세기 스코틀랜드 침례교회 목사이며 교사였다. 묵상집 《주님은 나의 최고봉, 부제: 최상의 주님께 나의 최선을 드립니다(My Utmost for His Highest)》의 저자이다.

## 어린시절 및 교육
체임버스의 부모님은 아주 독실한 침례교 신자로서 체임버스에게 많은 신앙의 영향을 미쳤다. 특히 체임버스는 찰스 스펄전의 설교를 듣고 그리스도인이 되었다. 체임버스는 그의 아버지께 말하길 스펄전을 일찍이 만났다면 더 일찍 그리스도인이 되었을 것이라고 하였다. 체임버스는 아주 빠르게 믿음이 성장하였으나 사역자가 될 계획을 하지는 않았다. 캔징턴 예술 학교에서 공부하였고 에든버러 대학을 다니며 예술과 고고학을 공부하였다. 그러나 에든버러에서 공부하던 중 그는 사역을 향한 강한 부르심을 느끼며 더눈(Dunoon) 대학으로 편입하였다. 체임버스는 예외적으로 재능이 많았기 때문에 배우기도 하면서 수업을 가르치기 시작했고 그가 가장 좋아하던 시인 로버트 브라우닝을 위한 작은 지역 동호회를 시작하였다. 이때만 하더라도 체임버스는 기독교 신앙에서 참된 만족을 얻지 못하였으며 성경은 아주 따분하고 고리타분하다고 생각했다.

## 기독교 신앙관
무려 4년간의 신앙 휴면 상태를 지난 후에 체임버스는 자신 스스로는 절대로 거룩하여질 수 없다는 결론을 내리게 된다. 어느날 갑자기 그가 찾던 힘과 평안이 바로 예수 그리스도 그분 자신임을 깨달았을 때, 그리고 체임버스 자신의 죄를 위하여 그리스도께서 주의 보혈을 흘리셨다는 사실을 깨달았을 때에 그는 엄청난 변화를 체험하게 되었다. 후에 체임버스가 그 체험에 대하여 언급하길 “말로 형언할 수 없는 빛나는 자유함을 얻는 순간”이었다고 말하였다. 새롭게 발견된 힘을 가지고 체임버스는 전 세계를 여행하며 말씀을 가르쳤다. 특히 이집트, 일본, 미국을 다녔다. 미국 방문 중에 거트루드 홉스(Gertrude Hobbs)를 만나게 되었고 1910년에 그녀와 결혼하게 된다. 체임버스는 아내를 언제나 “비디”라고 사랑스럽게 불렀다. 1913년 5월 24일에 비디는 첫째이며 유일한 자녀인 캐스린을 낳았다.

## 역사자료
1911년에 체임버스는 런던 클랩햄에 성경 훈련 대학을 설립하고 총장이 되었다. 1915년에는 1차 세계 대전으로 강한 부름을 받는 가운데 YMCA 군목이 된다. 1차 세계 대전으로 인하여 어쩔 수 없이 성경 대학을 휴교시키고 이집트 제이툰으로 군목으로 나가게 된다. 그곳에서 체임버스는 오스트리아 및 뉴질랜드 군사들을 섬겼다. 그러나 비참하게도 이 군대는 갤리폴리 전쟁에서 패하게 된다. 체임버스는 구카이로의 대영 연방 묘지에 묻혔으며 그의 묘지는 세계 1차 대전의 묘지 방문에 있어서 가장 많은 방문을 이루었다. 그의 묘지를 찾으려면 구카이로의 대영 연방 묘지에 가셔서 묘지 중안에 가장 큰 흰색 돌로 된 묘지를 찾으면 된다. 오즈월드 체임버스의 이름으로 약 40권의 책들이 있으나 그가 실제로 쓴 책은 “더 나은 싸움을 위한 좌절”이라는 책이다. 다른 책들은 속기사였던 그의 아내 비디가 성경 대학과 이집트에서 체임버스가 가르쳤던 내용들을 녹음하였던 것을 30년 동안 다시 모아서 재편집하여 내 놓은 것들이다.